# 13037 Potosi
13037 Potosi è un asteroide della fascia principale. Scoperto nel 1990, presenta un'orbita caratterizzata da un semiasse maggiore pari a 2,2585327 UA e da un'eccentricità di 0,0875647, inclinata di 5,16117° rispetto all'eclittica.